# داوود آلیانس، بارون آلیانس
داوود آلیانس، بارون آلیانس (۱۵ ژوئن ۱۹۳۲ – ۱۸ ژوئیه ۲۰۲۵)، یک تاجر بریتانیایی و نماینده لیبرال دمکرات مجلس اعیان بریتانیا با تباری یهودی-ایرانی بود.

## زندگی‌نامه
داوود آلیانس در کاشان متولد شد. گویا اجداد وی از یهودیان سفاردی هستند که در سال ۱۴۹۲ از اسپانیا اخراج شدند. احتمالاً آن‌ها به خاطر شهرت کاشان به عنوان مرکز ساخت سفال و کاشیهای زیبا و بعدها ابریشم، فاستونی، مخمل و فرش، که مهارت‌های آن را سفاردیان از قبل می‌دانستند، به این شهر جذب شدند. او تحصیلات خود را در مدرسه یهودی اتحاد به پایان برد. وی پس از پایان تحصیلات ابتدایی توسط پدرش برای کار به بازار فرستاده شد و از ادامه تحصیل محروم شد. سپس در سال ۱۹۵۰ میلادی (۱۳۲۹ هجری خورشیدی) با دست خالی به شهر منچستر در انگلستان رفت و بعد از پنج سال توانست کارخانهٔ پارچه بافی ورشکسته ای را در آن شهر خریداری کرده و در ظرف مدت کوتاهی آن را سودآور کند. او سپس در سال‌های بعد کارخانه‌های بیشتری خرید و به تدریج دامنهٔ فعالیت‌های تجاری‌اش را به ۶۵ کشور دیگر نیز گسترش داد تا جایی که شمار کارکنان‌اش به هشتاد هزار نفر رسید و ثروتش از میلیارد گذشت. به وی لقب سلطان نساجی داده شده است.
آلیانس در سال ۱۹۸۴ به لقب فرماندهِ رتبهٔ امپراتوری بریتانیا (CBE) و در سال ۱۹۸۹ به لقب شوالیه ملقب گردید. وی همچنین در سال ۲۰۰۴ توانست با دریافت لقب مادام العمر بارون آلیانس از منچستر بزرگ بر روی کرسی مجلس اعیان بریتانیا بنشیند. وی متمایل به حزب لیبرال دموکرات است.
داوود آلیانس صاحب ۳۳٪ سهام گروه ن براون است. او همچنین شریک مؤسس کتهای هری جنوگلی است. او همچنین یکی از سهام‌داران اصلی شرکت اینترنتی سیمیلا روب است. ضمن این‌که وی عضو هیئت رئیسه شورای صنعت و تحصیلات عالیه، دانشگاه منچستر و مؤسسه علوم واریزمن در اسرائیل می‌باشد. آلیانس دارای مدرک دکترا از دانشگاه هریوت-وات است. او دارای سه فرزند و پنج نوه است و در لندن زندگی می‌کند. در سال ۲۰۰۹ او در بین ثروتمندان بریتانیا در رده ۲۶۷ با ۴۰۸ میلیون پوند ثروت قرار داشت.